# Ceramothyrium paiveae
Ceramothyrium paiveae är en svampart som beskrevs av Bat. & H. Maia 1956. Ceramothyrium paiveae ingår i släktet Ceramothyrium och familjen Chaetothyriaceae.   Inga underarter finns listade i Catalogue of Life.